# Vinicius de Ajaris Figueredo
Vinicius de Ajaris Figueredo (Río de Janeiro, 2 de enero de 1987) es un exfutbolista brasileño retirado desde 2013. Jugaba de defensa y su último equipo fue el Universitario de Sucre de la Primera División de Bolivia.

## Clubes
| Club                   | País     | Año         |
| ---------------------- | -------- | ----------- |
| Varzim SC              | Portugal | 2001 - 2002 |
| Fortaleza EC           | Brasil   | 2002 - 2003 |
| Vitória Guimarães      | Portugal | 2004        |
| Tacuarembó FC          | Uruguay  | 2010        |
| Nacional Potosí        | Bolivia  | 2011 - 2012 |
| Universitario de Sucre | Bolivia  | 2012 - 2013 |